# Karl Böhm
Karl August Leopold Böhm (Graz, 28 agosto 1894 – Salisburgo, 14 agosto 1981) è stato un direttore d'orchestra austriaco ricordato soprattutto per le sue interpretazioni di Mozart, Strauss, Berg e Bruckner con l'orchestra filarmonica di Vienna.

## Biografia

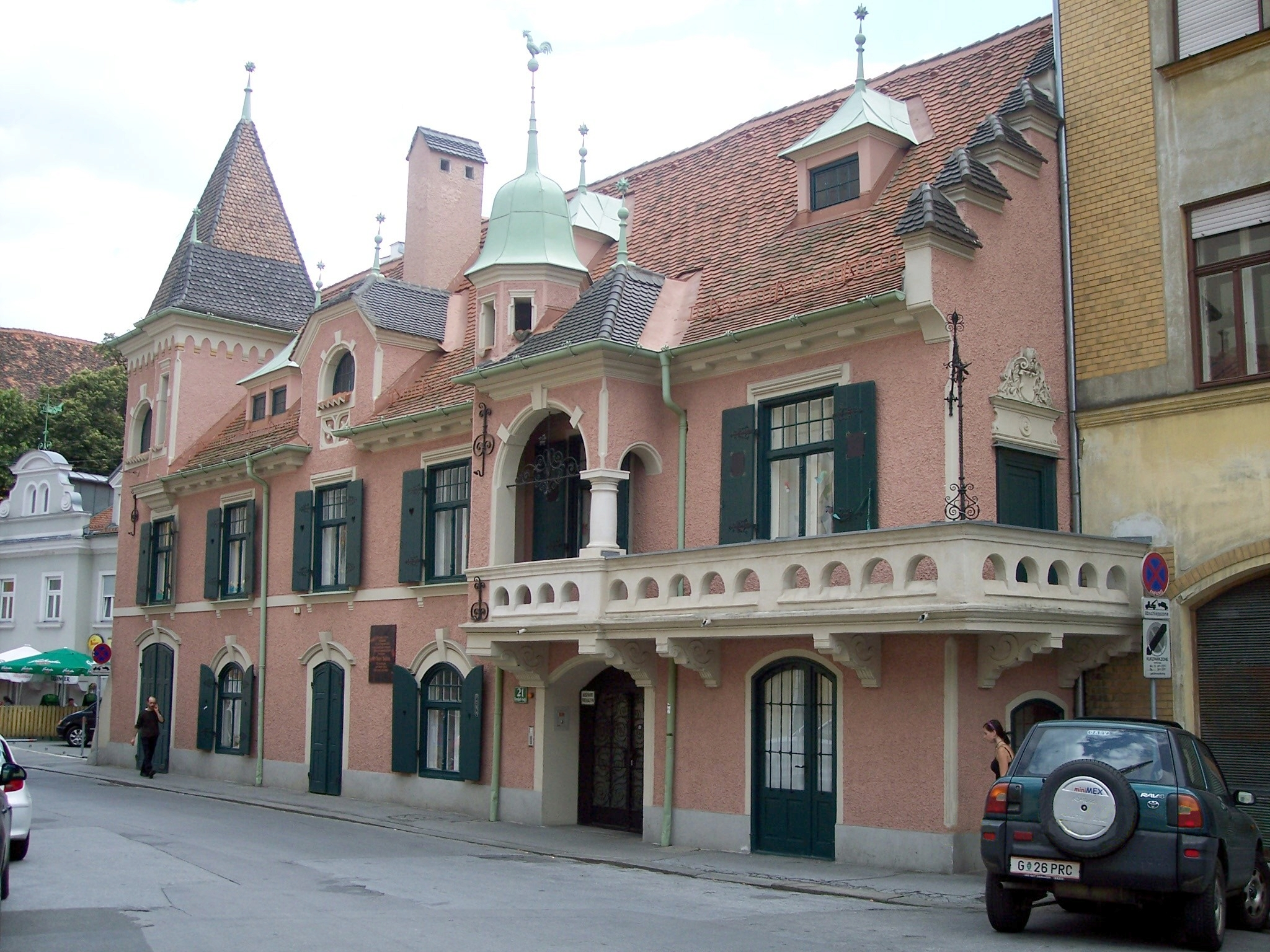
Böhm-Schlössl, Graz, con la placca commemorativa

Figlio di un avvocato, Leopold Böhm (1865-1933), e di Sophie Franz (1873-1952), studiò legge fino al dottorato prima di entrare nel conservatorio di Graz e poi in quello di Vienna, dove si specializzò con Eusebius Mandyczewski, allievo di Johannes Brahms. Nel 1917 divenne assistente presso la sua città natale, ma già nel 1920 aveva raggiunto la carica di direttore musicale. Il suo talento non passò inosservato e nel 1921 Bruno Walter lo chiamò presso di sé a Monaco di Baviera alla locale Staatsoper. Nel 1927 fu direttore musicale a Darmstadt, nel 1931 direttore musicale all'Opera di Amburgo.
La situazione delle orchestre tedesche dopo la presa del potere da parte del Partito Nazista era estremamente caotica: numerosi direttori fra i più noti preferirono lasciare la Germania per evitare discriminazioni di carattere politico o razziale. Proprio a causa dell'abbandono del paese da parte di Fritz Busch nel 1934 Böhm fu chiamato alla direzione della Staatskapelle di Dresda, una delle orchestre più antiche e prestigiose del mondo. Mantenne l'incarico fino al 1942. Proprio in questo periodo strinse profonda amicizia con il compositore Richard Strauss, del quale diresse diverse prime mondiali e del quale è tuttora considerato straordinario interprete.
Il 1º gennaio 1943 divenne direttore musicale della Staatsoper di Vienna che, nonostante la guerra e anche per motivi propagandistici, continuava ad avere una regolare stagione operistica. Böhm mantenne questo incarico sino alla fine di giugno del 1945. Dopo la fine della guerra, e dopo due anni di pausa (nei quali dovette subire un processo di denazificazione, avendo nel passato espresso posizioni di simpatia nei confronti del regime nazista), rientrò sulla scena viennese grazie all'energica attività organizzativa di Egon Hilbert, allora direttore artistico dei teatri della rinata Repubblica Austriaca. Böhm poté riprendere la propria attività ed in breve si affermò anche sulla scena internazionale ottenendo, tra l'altro, nel 1950 la direzione del cartellone di opera tedesca del Teatro Colón di Buenos Aires, al tempo uno dei più prestigiosi e ricchi al mondo.
Nel 1954 tornò alla direzione della Staatsoper di Vienna, posizione che mantenne per due anni occupandosi soprattutto della riapertura del grande Teatro sulla Ringstrasse (che era stato distrutto dai bombardamenti nel 1944 ed aveva, sino alla ricostruzione, tenuto i propri spettacoli nel Theater an der Wien). Bohm diresse la storica edizione del Fidelio di Beethoven che inaugurò la riapertura della "nuova" Staatsoper il 5 novembre 1955 ma, qualche mese dopo (nell'Estate del 1956), lasciò l'incarico in seguito a burrascosi dissensi con la direzione dei teatri austriaci che gli rimproverò, in maniera del tutto pretestuosa, un eccesso d'impegni all'estero ma, in realtà, aveva deciso la sua sostituzione con Herbert von Karajan. In seguito, Böhm intensificò ulteriormente il suo già forte legame con i Wiener Philharmoniker, rapporto che, iniziato nel 1933, durò ben 48 anni, con circa 450 concerti da lui diretti alla testa della prestigiosa compagine viennese che guidò, tra l'altro, in 40 tournée tra cui una in Sud America (1965), una negli USA (1967) e due in Giappone (1975 e 1977).
Considerato universalmente uno dei migliori direttori del mondo (e da qualcuno il migliore in assoluto), nel 1962 assunse l'incarico di direttore musicale del Festival di Bayreuth e mantenne l'incarico fino al 1970. Sono tuttora disponibili le numerose registrazioni di opere wagneriane effettuate in questo periodo. Nel 1967 Bohm venne nominato "Direttore Onorario" dei Wiener Philhamoniker. In precedenza, tale nomina (da non confondere con "direttore stabile") era stata conferita solo due volte nella storia dell'Orchestra (fondata nel 1842) e sarebbe stata conferita nuovamente solo ad Herbert von Karajan quasi vent'anni dopo, nel 1983, poi ad Abbado nel 1989 e a Mehta nel 2001. Il sodalizio coi Wiener fu particolarmente fruttuoso e duraturo, tanto che Böhm, tuttora, è l'artista che più volte ha diretto la stupenda orchestra viennese, dal dopoguerra ad oggi.
Attivo fino a pochi mesi dalla morte, dedicò l'ultima parte della vita ad approfondire la musica del grande repertorio tedesco, con una speciale predilezione per Mozart, Beethoven, Schubert, Brahms - dei quali incise le edizioni integrali delle sinfonie - e Wagner. L'eredità artistica di Karl Böhm è tra le più significative nel pur ricchissimo panorama della grande tradizione direttoriale austrotedesca. Böhm fu un interprete capace di incarnare la "grande tradizione" nel senso più completo del termine sia sul fronte operistico che sinfonico.
Le sue incisioni - particolarmente quelle realizzate per Deutsche Grammophon tra il 1953 (anno del suo debutto discografico con questa etichetta nell'incisione della Sinfonia n. 5 di Beethoven con i Berliner Philharmoniker) ed il 1980 (anno della sua ultima registrazione, la Sinfonia n. 9 di Beethoven, a Vienna) - testimoniano di un interprete sempre attentissimo, fedele alla partitura con umiltà e passione ed allo stesso tempo coerente e perfettamente lucido nel rapporto con l'orchestra anche in tarda età.
Insuperati punti di riferimento restano, a tutt'oggi, le sue incisioni delle integrali sinfoniche di Mozart e Schubert (ambedue realizzate a Berlino negli anni '60 e mantenute ininterrottamente in catalogo dalla Deutsche Grammophon, primato che esse condividono solo con pochissime altre integrali discografiche del grande repertorio, tra cui quella di Bruckner diretta da Eugen Jochum, quella di Beethoven diretta da Karajan nel 1961-62, e quella di Dvorak diretta da Rafael Kubelík).
Di estremo valore ed interesse le incisioni beethoveniane (Sinfonie n. 3, 5, 7 e la Missa Solemnis a Berlino tra il 1953 ed il 1960 ma, soprattutto l'integrale con i Wiener Philhamoniker pubblicata nel 1973, di cui l'Eroica, la Pastorale e la n. 7 rappresentano, forse, i momenti più alti), nonché gli ultimi tre Concerti per pianoforte ed orchestra con Maurizio Pollini solista e le 4 Sinfonie di Brahms (incise sempre a Vienna nel 1976).
Ancora su Mozart, esemplari le registrazioni effettuate ad Amsterdam di alcune Sinfonie alla fine degli anni '50 (con l'Orchestra del Concertgebouw), le due registrazioni del Requiem (per la Philips nel 1956 e per la DG nel 1971), le incisioni delle grandi Serenate ("Gran Partita", "Haffner" e "Posthorn") con i Berliner Philharmoniker e di alcuni Concerti per pianoforte ed orchestra (il KV 595 con un indimenticabile Gilels, il KV 365 per due pianoforti sempre con Gilels e la figlia Elena, il KV 488 ed il KV 459 con Pollini) nonché l'integrale dei Concerti per strumenti a fiato ed orchestra con i Wiener Philhamoniker e le prime parti dell'Orchestra quali solisti.
Un po' dimenticate (e praticamente introvabili oggi), ma assolutamente significative, le sue incisioni haydniane: uno sparuto gruppo di Sinfonie alla testa dei Wiener Philharmoniker (88, 89, 90, 91 e 92 "Oxford", oltre ad una Sinfonia Concertante) e l'Oratorio "Le Stagioni". Interpretazioni tali da fare rimpiangere che egli non abbia discograficamente mai affrontato tutte le ultime Sinfonie di questo Autore.
A proposito di rimpianti, resta anche quello per solo 4 Sinfonie di Anton Bruckner da Böhm registrate: Terza e Quarta (1974) per DECCA e, nel 1977, Settima ed Ottava per DG, tutte con i Wiener Philharmoniker.
Böhm fu un direttore che relativamente poche volte nella sua lunga carriera tornò a registrare il proprio repertorio più consolidato, a meno che l'evoluzione delle tecnologie non consentisse effettivi progressi nella qualità delle incisioni stesse.
Come molti direttori della propria generazione si trovò ad operare intensamente nel campo delle incisioni discografiche proprio quando - alla fine degli anni '50 - la tecnologia di registrazione e riproduzione fece un balzo di qualità storico con l'avvento della stereofonia per cui molte etichette discografiche reincisero in breve tempo e secondo le nuove tecnologie gran parte del grande repertorio incrementando fortemente l'attività soprattutto di orchestre e direttori sia in campo lirico che sinfonico.

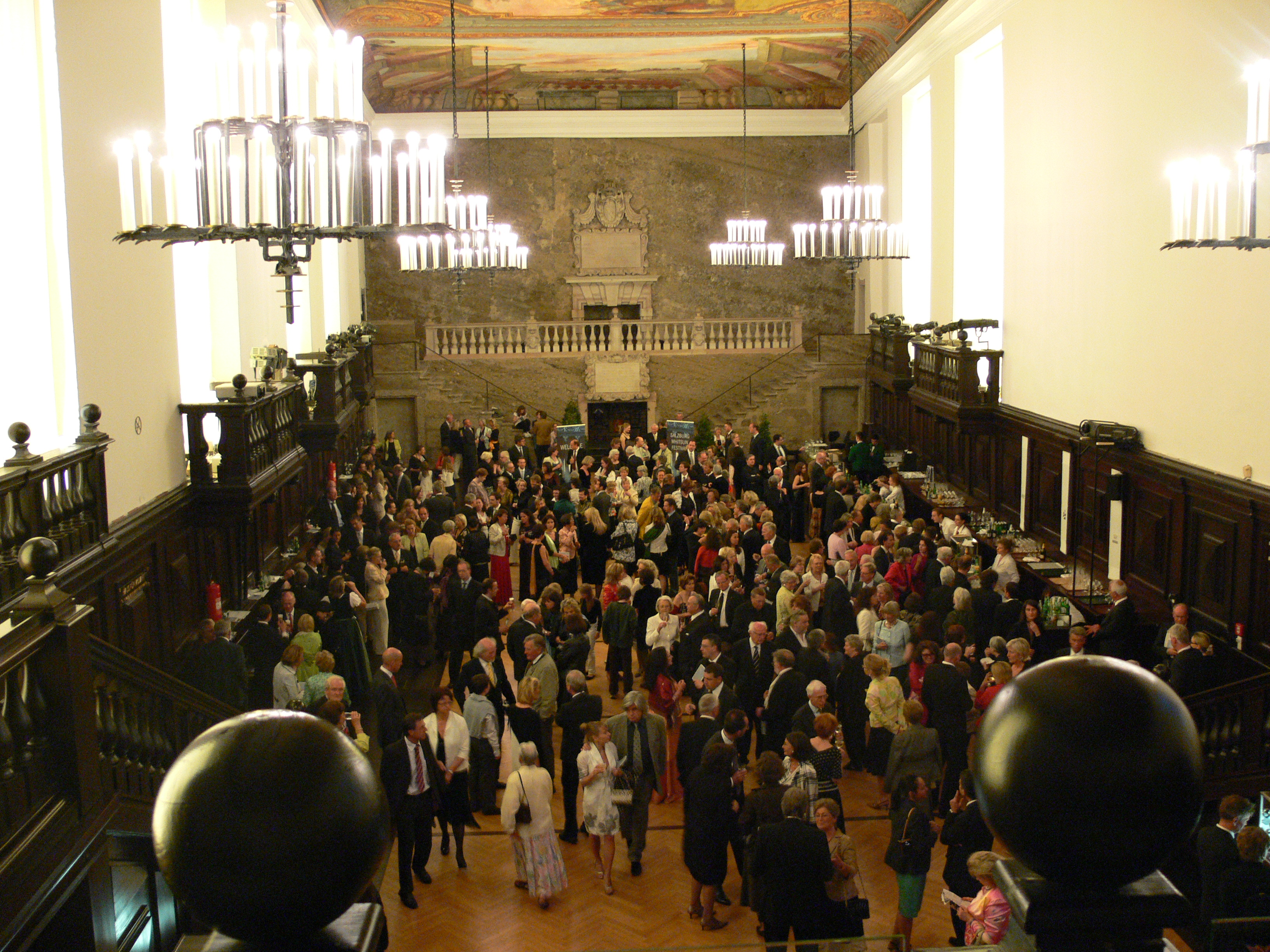
Karl-Böhm-Saal, Salisburgo

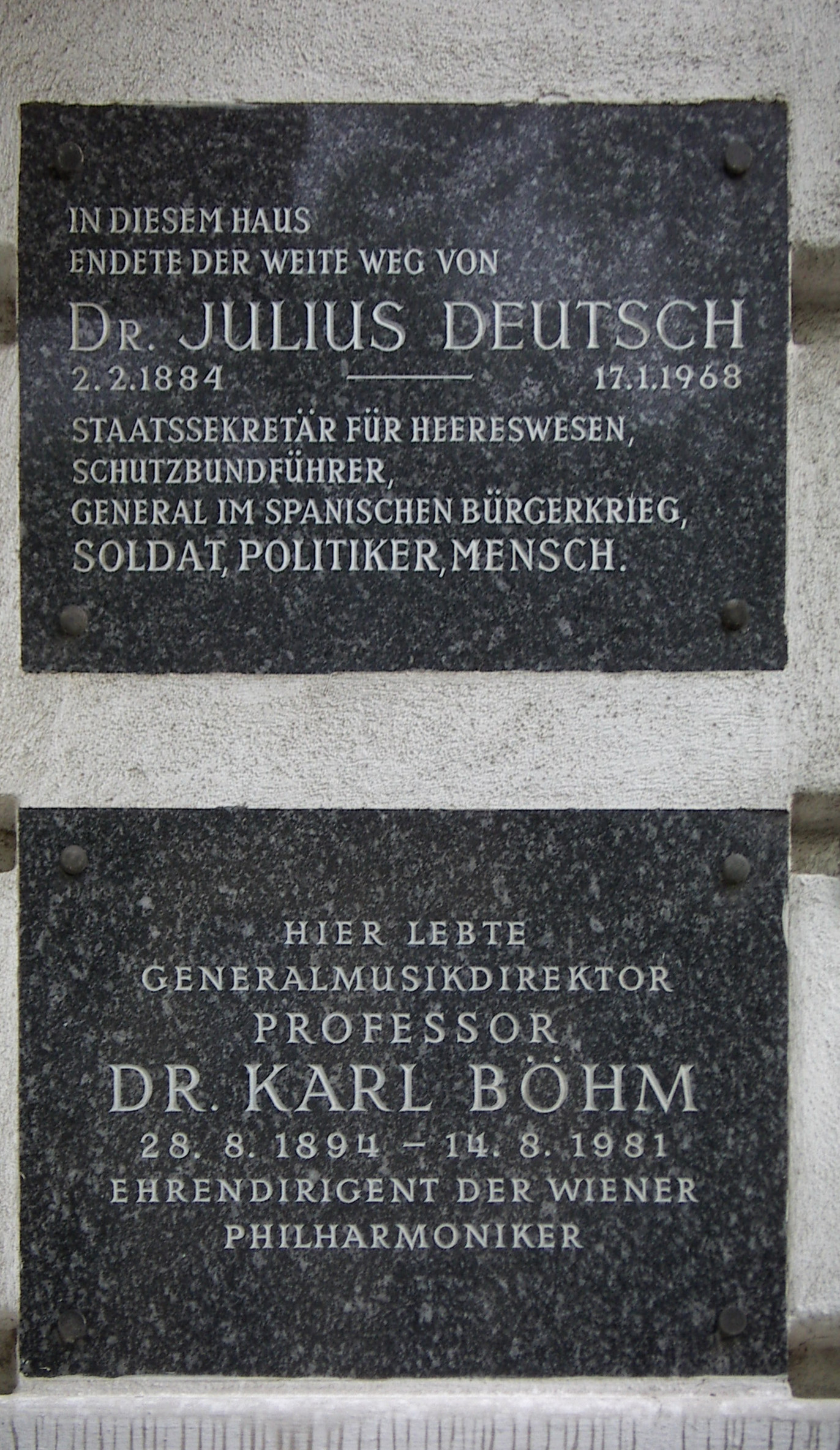
Placca commemorativa a Vienna, Grinzing

Così fu, per esempio, per alcune opere sinfoniche a Bohm molto care da lui incise alla fine degli anni '50 ancora in MONO e quindi reincise tra i primi anni '60 e gli anni '70 (Beethoven, Brahms e Richard Strauss in particolare) con l'unica eccezione dell'amatissimo Mozart sul quale volle tornare in tarda età - avrebbe desiderato, ricordarono i produttori dopo la sua scomparsa, registrare nuovamente l'integrale delle 46 Sinfonie - riuscendo, però, a lasciare alla memoria degli archivi discografici solo le ultime sei oltre alla n. 29 KV 201, alla Musica funebre massonica ed alla Serenata "Eine kleine nachtmusik".
Verso la fine della sua intensissima carriera, comunque, Bohm non mancò di realizzare (per Deutsche Grammophon) anche incisioni di opere che pure avevano fatto parte del suo repertorio in maniera meno intensa ed alle quali, quindi, il pubblico degli audiofili certo oggi lo associa meno fortemente o non lo associa affatto. Nondimeno, queste sue incisioni delle ultime 3 Sinfonie di Ciaikovsky (alla testa di una strepitosa London Symphony Orchestra), come pure la Quarta di Schumann e la "Sinfonia dal Nuovo Mondo" di Dvorak (queste ultime con gli amatissimi Wiener Philharmoniker), peraltro tutte fuori catalogo da diversi anni, costituiscono l'ennesima testimonianza di una statura artistica immensa sempre vissuta nel rispetto più profondo e completo degli Autori ed in una cura meticolosa e costante di ogni dettaglio della concertazione.
Il vertice della discografia di Karl Böhm è considerato, da molta critica musicale, il "capitolo Richard Strauss" dove, in effetti, il direttore di Graz ha lasciato testimonianze assai significative tra cui spiccano una spettacolare incisione di "Also sprach Zarathustra" (con i Berliner Philharmoniker negli anni '60) e due di "Ein Heldenleben" (con la Staatskapelle Dresden nel 1957 e con i Wiener Philhamoniker nel 1975).
Sul fronte operistico, la vasta discografia di Böhm, comprendente quasi tutte le opere di Mozart - alcune delle quali registrate due ("Don Giovanni" e "Il Flauto magico") o addirittura tre volte ("Così fan tutte") - Wagner e Richard Strauss, ha senz'altro diverse memorabili "vette": si va dalla registrazione DG di "Die Zauberflöte", realizzata a Berlino nel 1960, alla sua seconda incisione del "Don Giovanni" ("live" salisburghese del 1976 con Sherril Milnes nei panni del protagonista), per non dimenticare lo storico "Fidelio" di Beethoven, inciso a Dresda nel 1969 (protagonisti Gwyneth Jones, James King e Theo Adam), per giungere al "Tristan und Isolde" del 1966 (con Birgit Nilsson e Wolfgang Windgassen), al "Ring" wagneriano registrato a Bayreuth per DECCA, al "Wozzeck" ed a "Lulu" di Alban Berg pr DG ed a tutte le interpretazioni straussiane che rimangono, nel complesso, insuperate (soprattutto "Elektra", "Arianna a Nasso" e "La Donna senz'ombra")
La discografia "live" di Böhm - a parte le testimonianze incluse nel catalogo DG, come il già citato "Don Giovanni", l'ultima delle sue tre incisioni di "Così fan tutte" (anch'esso "live" a Salisburgo nel 1974) e la Sinfonia D. 944 di Schubert incisa a Dresda nel 1979 - comprendono un'interessante serie di documenti pubblicati principalmente dalle etichette ORFEO ed AUDITE relativamente alla collaborazione di Böhm con realtà quali l'Orchestra Sinfonica della Radio Bavarese, il Festival di Salisburgo, i Wiener Symphoniker, L'Orchestra della Radio di Colonia. ecc.
Tra queste ultime pubblicazioni citate, giova ricordare le testimonianze della collaborazione di Bohm con alcuni grandi solisti tra cui il pianista Friedrich Gulda, il violinista Wolfgang Schneiderhan ed il violoncellista Enrico Mainardi (i due ultimi, in un sensazionale "Doppio Concerto" di Brahms a Salisburgo nel 1957).

## Discografia
- Beethoven, Conc. per pf. n. 1-5 - Pollini/Jochum/Böhm, Deutsche Grammophon
- Beethoven, Conc. pf. n. 3, 4 - Pollini/Böhm, 1976/1977 Deutsche Grammophon
- Beethoven, Conc. pf. n. 5 - Pollini/Böhm, Deutsche Grammophon
- Beethoven, Sinf. n. 1-9 - Böhm/WPO/Jones/Troyanos, 1969/1971 Deutsche Grammophon
- Beethoven: Symphonies No. 1, Op. 21 & No. 2, Op. 36 & No. 4, Op. 60 & No. 5, Op. 67 - Wiener Philharmoniker/Karl Böhm, Deutsche Grammophon
- Beethoven: Symphony No. 3 - "Eroica" & "Coriolan" Overture - Berliner Philharmoniker/Karl Böhm, Deutsche Grammophon
- Beethoven, Symphony No. 5 - Berliner Philharmoniker/Karl Böhm, Deutsche Grammophon
- Beethoven: Symphonies Nos. 6 "Pastoral", 7 & 8 - Overtures - Wiener Philharmoniker/Staatskapelle Dresden/Karl Böhm, Deutsche Grammophon
- Beethoven, Symphony No. 9 "Choral" - Karl Böhm/Konzertvereinigung Wiener Staatsopernchor/Wiener Philharmoniker, 1981 Deutsche Grammophon
- Beethoven, Fidelio - Karl Böhm/Staatskapelle Dresden, Deutsche Grammophon
- Beethoven, Fidelio (Metropolitan Opera) - Karl Böhm/Birgit Nilsson/Jon Vickers/Metropolitan Opera Orchestra, Sony
- Beethoven, Missa Solemnis - Anton Dermota/Berlin St. Hedwig's Cathedral Choir/Berliner Philharmoniker/Josef Greindl/Karl Böhm/Maria Stader/Marianna Radev, Deutsche Grammophon
- Beethoven, Missa solemnis - Wiener Philharmoniker/Karl Böhm, Deutsche Grammophon
- Beethoven Schubert, Sinf. n. 6/Sinf. n. 5 - Böhm, Deutsche Grammophon
- Berg, Wozzeck - Böhm/Lear/Wunderlich, 1965 Deutsche Grammophon – Grammy Award for Best Opera Recording 1966
- Brahms, Conc. pf. n. 1/Var. Haydn - Pollini/Böhm/Wiener Philharmoniker, Deutsche Grammophon
- Brahms, Symphony No. 2 in D Major - Berliner Philharmoniker/Karl Böhm, Deutsche Grammophon
- Brahms: 4 Symphonies, Haydn Variations - Karl Böhm/Wiener Philharmoniker, Deutsche Grammophon
- Bruckner, Sinf. n. 3 - Böhm/Wiener Philharmoniker, 1970 Decca
- Bruckner, Sinf. n. 4 - Böhm/Wiener Philharmoniker, 1973 Decca
- Bruckner, Sinf. n. 7 - Böhm/Wiener Philharmoniker, Deutsche Grammophon
- Bruckner, Sinf. n. 8 - Böhm/Wiener Philharmoniker, Deutsche Grammophon
- Haydn, Die Jahreszeiten - Karl Böhm/Vienna Symphony Orchestra, 1967 Deutsche Grammophon
- Mahler, Kindertotenlieder/Rückert-Lieder - F-Dieskau/Böhm, 1963 Deutsche Grammophon,
- Mozart, Conc. clar./Conc. fag./Conc.fl - Prinz/Zeman/Tripp/Böhm, Deutsche Grammophon
- Mozart, Conc. clar./Conc. fl. e arpa - Prinz/Schulz/Zabaleta/Böhm, Deutsche Grammophon
- Mozart, Conc. pf. n.19, 23 - Böhm/Pollini, 1976 Deutsche Grammophon
- Mozart, Horn Concertos - Günter Högner/Wiener Philharmoniker/Karl Böhm, 1980 Deutsche Grammophon
- Mozart, La Clemenza Di Tito - Karl Böhm/Staatskapelle Dresden, 1979 Deutsche Grammophon
- Mozart, Così fan tutte - Böhm/Della Casa/Ludwig/Kunz, 1955 Decca
- Mozart, Così fan tutte - Böhm/Janowitz/Fassbaender/Prey, 1975 Deutsche Grammophon
- Mozart, Così Fan Tutte - Alfredo Kraus/Christa Ludwig/Elisabeth Schwarzkopf/Giuseppe Taddei/Hanny Steffek/Karl Böhm/Philharmonia Orchestra/Walter Berry, EMI Great Recordings of the Century
- Mozart, Don Giovanni - Karl Böhm/Wiener Philharmoniker, Deutsche Grammophon
- Mozart, Flauto magico - Böhm/Gueden/Böhme/Simoneau, Decca
- Mozart, Flauto magico - Böhm/Wunderlich/Lear/Otto, 1964 Deutsche Grammophon
- Mozart, Nozze di Figaro - Böhm/Prey/Mathis/Janowitz, 1968 Deutsche Grammophon
- Mozart, Ouvertures - Böhm, Deutsche Grammophon
- Mozart, Requiem - Böhm/Mathis/Hamari/Ochman, Deutsche Grammophon
- Mozart, Seren. K. 239, 250, 320, 525 - Böhm, Deutsche Grammophon
- Mozart, Seren. K. 320, 525 - Böhm, Deutsche Grammophon
- Mozart, Seren. K. 525, 320, 239 - Böhm/Galway/Koch, Deutsche Grammophon
- Mozart, Sinf. conc. K. 297b, 364 - Böhm/Leister/Steins/Piesk, 1964/1966 Deutsche Grammophon
- Mozart, Sinf. n. 1-46 - Böhm, Deutsche Grammophon
- Mozart: Symphonies Nos. 25, 29 & 31 "Pariser" - Berliner Philharmoniker/Karl Böhm, Deutsche Grammophon
- Mozart, Sinf. n. 35, 36, 38-41 - Böhm, Deutsche Grammophon
- Mozart: Symphonies Nos. 38 "Prague", 39 & 41 "Jupiter" - Berliner Philharmoniker/Karl Böhm, Deutsche Grammophon
- Mozart: Symphonies Nos. 39, 40 & 41 - Requiem - Berliner Philharmoniker/Karl Böhm, Deutsche Grammophon
- Mozart, Sinf. n. 40, 41/Ouv. Flauto - Böhm, Deutsche Grammophon
- Mozart, 46 Symphonies - Berliner Philharmoniker/Karl Böhm, Deutsche Grammophon
- Mozart: Piano Concerto No. 23 - Beethoven: Piano Concerto No. 5 - "Emperor" - Karl Böhm/Maurizio Pollini/Wiener Philharmoniker, Deutsche Grammophon
- Mozart Schubert, Conc. pf. n. 27/Fant. D 940 - Gilels Emil & Elena/Böhm, Deutsche Grammophon
- Prokofiev: Peter und der Wolf - Saint-Saëns: Der Karneval der Tiere - Alfons Kontarsky/Aloys Kontarsky/Karl Böhm/Karlheinz Böhm/Wiener Philharmoniker/Wolfgang Herzer, 1975 Deutsche Grammophon - Grammy Award for Best Album for Children 1977
- Saint-Saëns, Carnival of the Animals - Alfons Kontarsky/Aloys Kontarsky/Wiener Philharmoniker/Karl Böhm, Deutsche Grammophon
- Schubert, Sinf. n. 1-6, 8, 9 - Böhm, Deutsche Grammophon
- Schubert, Sinf. n. 8, 9 - Böhm, Deutsche Grammophon
- Strauss,J., Valzer celebri - Böhm, 1971 Deutsche Grammophon
- Strauss, R., Sinf. Alpi/Don Juan/Così parlò - Böhm, 1957/1958/1963/1972 Deutsche Grammophon
- Strauss, Der Rosenkavalier - Dietrich Fischer-Dieskau/Karl Böhm/Marianne Schech/Staatskapelle Dresden, 1959 Deutsche Grammophon
- Strauss, R., Capriccio - Karl Böhm/Symphonieorchester des Bayerischen Rundfunks, 1972 Deutsche Grammophon
- Strauss, R., Daphne - Karl Böhm/Orchester der Wiener Staatsoper, Deutsche Grammophon
- Strauss, R., Vier letzte Lieder - Heinrich Hollreiser/Karl Böhm/Lisa Della Casa/Rudolf Moralt/Wiener Philharmoniker, 1953 Decca
- Strauss, R., Ariadne auf Naxos - Wiener Philharmoniker/Karl Böhm, Deutsche Grammophon
- Strauss, R., Salome - Karl Böhm/Orchester der Wiener Staatsoper, BMG/RCA
- Strauss, R., Die Frau ohne Schatten - Hans Hopf/Leonie Rysanek/Wiener Philharmoniker/Karl Böhm, 1956 Decca
- Strauss, R., Arabella - Wiener Philharmoniker/Karl Böhm, Deutsche Grammophon
- Wagner, Anello del Nibelungo - Böhm/Adam/Nilsson, 1967/1971 Decca
- Wagner, Crepuscolo degli dei - Böhm/Windgassen/Nilsson/Mödl, 1967 Decca
- Wagner, Ouvertures e preludi - Böhm, Deutsche Grammophon
- Wagner, Tristano e Isotta - Böhm/Nilsson/Windgassen/Heater, 1966 Deutsche Grammophon
- Wagner, Sigfrido - Böhm/Windgassen/Nilsson/Adam, 1971 Decca
- Wagner, Der fliegende Holländer - Karl Böhm/Orchester der Bayreuther Festspiele, Deutsche Grammophon
- Wagner, Die Walküre - Bayreuth Festival Orchestra/Birgit Nilsson/James King/Karl Böhm/Leonie Rysanek/Theo Adam, 1973 Philips/Decca
- Böhm, Le sinfonie (Beethoven/Brahms/ Mozart/Schubert) - Wiener Philharmoniker/Berliner, 1970/1971 Deutsche Grammophon
- Böhm, Le ultime registrazioni - Edizione limitata, Deutsche Grammophon
- Böhm, A life in music - Böhm/WPO/BPO/LSO, Deutsche Grammophon

## DVD & BLU-RAY
- Beethoven Mozart Brahms, Conc. pf. n. 3, 5/Conc. pf. n.19, 23, Pollini/Böhm, Deutsche Grammophon
- Mozart, Nozze di Figaro - Böhm/Freni/Te Kanawa/Fischer-D, regia Jean-Pierre Ponnelle 1976 Deutsche Grammophon
- Mozart, Ratto dal serraglio - Böhm/Araiza/Gruberova/Grist, regia August Everding 1980 Deutsche Grammophon
- Mozart, Requiem - Böhm/Janowitz/Ludwig/Schreier, 1971 Deutsche Grammophon
- Mozart, Sinf. + Documentario 'I remember' - Böhm, 1969/1970/1973/1974/1978 Deutsche Grammophon
- Strauss,J., Pipistrello - Böhm/Janowitz/Windgassen, 1971 Deutsche Grammophon
- Strauss,R., Arianna a Nasso - Böhm/Janowitz/Kollo/Berry, regia Horant H. Hohlfeld 1978 Deutsche Grammophon
- Strauss,R., Salome - Böhm/Stratas/Weikl/Varnay, regia Götz Friedrich 1974 Deutsche Grammophon